# Jeune Fille de Mégare
Jeune Fille de Mégare est une statue en marbre réalisée par le sculpteur français Louis-Ernest Barrias en 1870. Elle représente une jeune fille de la ville grecque de Mégare alors qu'elle est assise en tailleur seins nus, avec en main fuseau et quenouille. Achetée au Salon de peinture et de sculpture en 1870, elle est conservée au musée d'Orsay.